# 2 Brygada Zmechanizowana

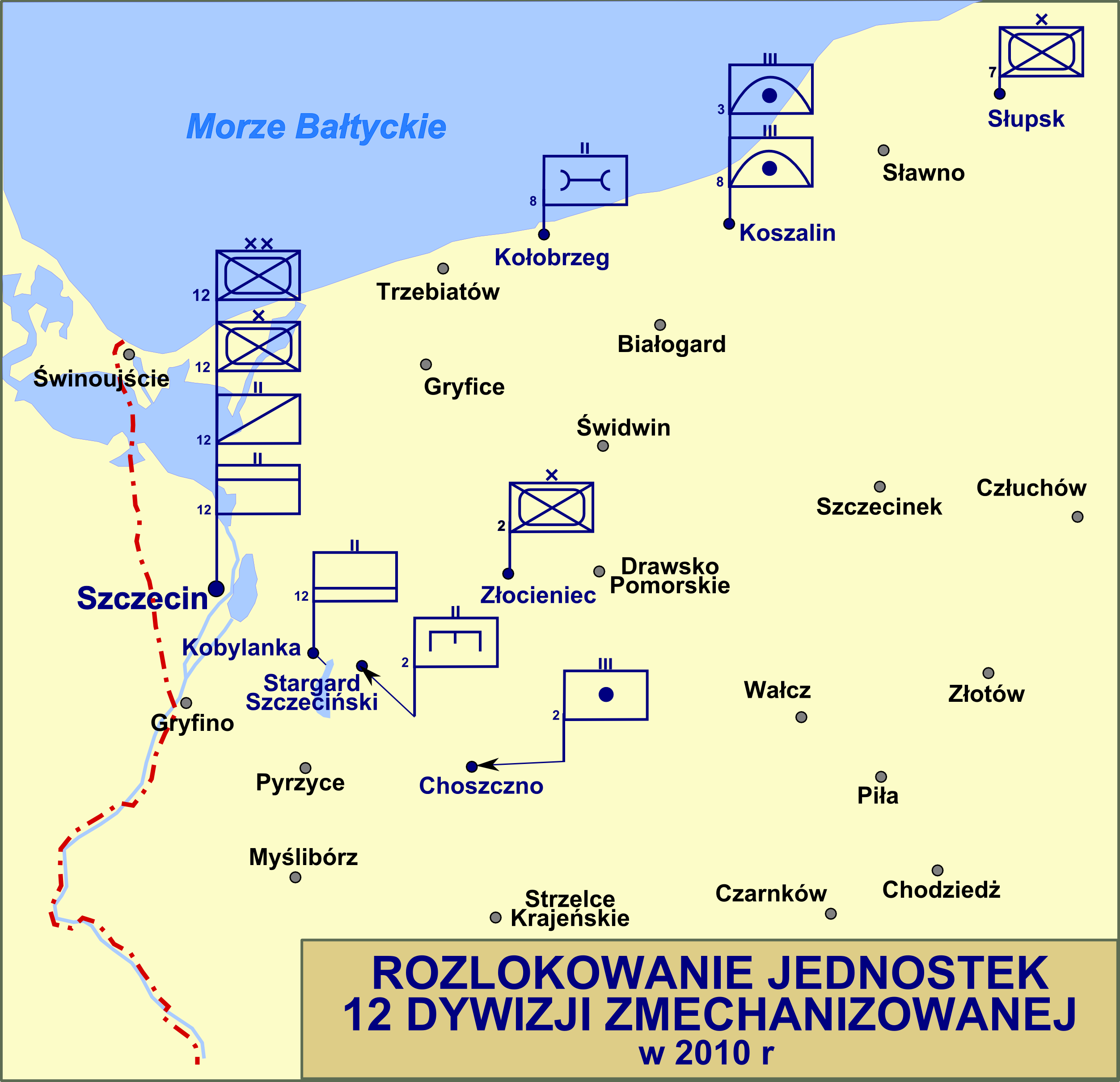
Rozlokowanie jednostek 12 DZ w 2010

2 Brygada Zmechanizowana Legionów im. Marszałka Józefa Piłsudskiego (2 BZ) – jednostka wojsk zmechanizowanych Sił Zbrojnych RP.

## Formowanie i zmiany organizacyjne
Brygada utworzona została w połowie 1995 roku w wyniku przeformowania 6 Pułku Zmechanizowanego Legionów w Wałczu. Wchodziła ona wtedy w skład 2 Warszawskiej Dywizji Zmechanizowanej. 
W 1997 r., po rozformowaniu 2 Dywizji Zmechanizowanej, brygadę włączono w skład 8 Bałtyckiej Dywizji Obrony Wybrzeża.
W 2001 r. 2 Brygada Zmechanizowana została dyslokowana do m. Złocieniec i jako samodzielny związek taktyczny podporządkowana dowódcy nowo utworzonego 1 Korpusu Zmechanizowanego w Bydgoszczy.
Po rozformowaniu korpusu, w marcu 2004 r., brygada weszła w skład 12 Szczecińskiej Dywizji Zmechanizowanej.
Obecnie brygada stacjonuje w dwóch garnizonach: Złocieniec i Czarne.

## Tradycje
2 BZ, decyzją Ministra Obrony Narodowej nr 110/MON z 17.07.1996, przejęła tradycje formacji piechoty oznaczonych cyfrą 6 oraz  dywizji piechoty oznaczonych cyfrą 2 :
- 2 Dywizja Piechoty Legionów (1919–1939),
- 2 Dywizja Strzelców Pieszych (1939–1945),
- 2 Warszawska Dywizja Pancerna (1942–1947),
- Piechota Wybraniecka – Łanowa (1578–1726),
- 6 Regiment Pieszy Łanowy Jego Królewskiej Mości i Rzeczypospolitej (1726–1794),
- 6 Batalion Legionów Polskich we Włoszech (1797–1801),
- 6 Pułk Piechoty Księstwa Warszawskiego (1806–1814),
- 6 Pułk Piechoty Legionów Józefa Piłsudskiego (1915–1939),
- 6 Kresowy Pułk Strzelców Pieszych (1940–1945),
- 6 Samodzielna Wileńska Brygada Partyzanckiej Armii Krajowej (1943–1945).

Święto brygady obchodzone jest 28 lipca celem upamiętnienia daty powstania 6 Pułku Piechoty Legionów Józefa Piłsudskiego (28 lipca 1915) i dnia chrztu bojowego 6 Pułku Piechoty 2 DP im. J.H. Dąbrowskiego pod Puławami n. Wisłą w 1944. 

## Sztandar
27 lipca 1996 brygada otrzymała nowy sztandar ufundowany przez społeczeństwo miasta Wałcza. Uroczystego wręczenia sztandaru dowódcy brygady ppłk dypl. Wiktorowi Marcinkowskiemu dokonał podsekretarz stanu w MON Tadeusz Grabowski. Matkę chrzestną sztandaru była córka marszałka Polski Józefa Piłsudskiego – Jadwiga Piłsudska-Jaraczewska, którą na jej prośbę reprezentował były dowódca 6 Pułku Zmechanizowanego Legionów płk dypl. Krzysztof Gałkowski. Po zakończeniu procesu utożsamienia 2 Brygady Zmechanizowanej Legionów im. Marszałka Polski Józefa Piłsudskiego z 6 Pułkiem Piechoty Legionów Józefa Piłsudskiego, 28 lipca 2000 podczas święta jednostki Krzyż Srebrny Orderu Wojennego Virtuti Militari został przeniesiony na sztandar 2 Brygady.

## Struktura organizacyjna
- dowództwo i sztab
- batalion dowodzenia
- 1 batalion zmechanizowany
- 2 batalion zmechanizowany
- batalion czołgów (Czarne)
- dywizjon artylerii samobieżnej
- dywizjon przeciwlotniczy
- kompania rozpoznawcza
- kompania saperów
- kompania remontowa
- kompania zaopatrzenia
- ośrodek szkolenia (Czarne)

## Uzbrojenie
Podstawowe uzbrojenie brygady stanowią: bojowe wozy piechoty BWP-1, czołgi T-72M1, samobieżne haubice 2S1 Goździk, rozpoznawcze samochody opancerzone BRDM-2

## Dowódcy
- ppłk Andrzej Gwadera (1995–1996)
- ppłk Wiktor Marcinkowski (1996–1997)
- płk Zenon Nowak (1997–2003)
- gen. bryg. Włodzimierz Potasiński (2003–2004)
- gen. bryg. Jerzy Michałowski (2004-2007)
- gen. bryg. Krzysztof Makowski (2007–2009)
- gen. bryg. Krzysztof Motacki (2009–2012)
- płk/gen. bryg. Andrzej Kuśnierek (2012–2014)
- płk/gen. Artur Pikoń (grudzień 2014–01.08.2018)
- płk/gen. bryg. Arkadiusz Szkutnik (01.08.2018–10.08.2020[10])
- cz.p.o. ppłk Radosław Stachowiak (10.08.2020–08.01.2021[11])
- cz.p.o. płk dr Jacek Cichosz (08.01.2021–29.03.2021)
- płk/gen. bryg. Dariusz Machula (29.03.2021–31.12.2024)[12]
- cz.p.o. płk dr Jacek Cichosz (31.12.2024–01.04.2025)
- płk/gen. bryg. Wacław Samocik (od 01.04.2025[13])

## Przekształcenia
49 pułk piechoty → 49 pułk zmechanizowany → 6 pułk zmechanizowany Legionów → 2 Brygada Zmechanizowana